# Fritz Katzmann

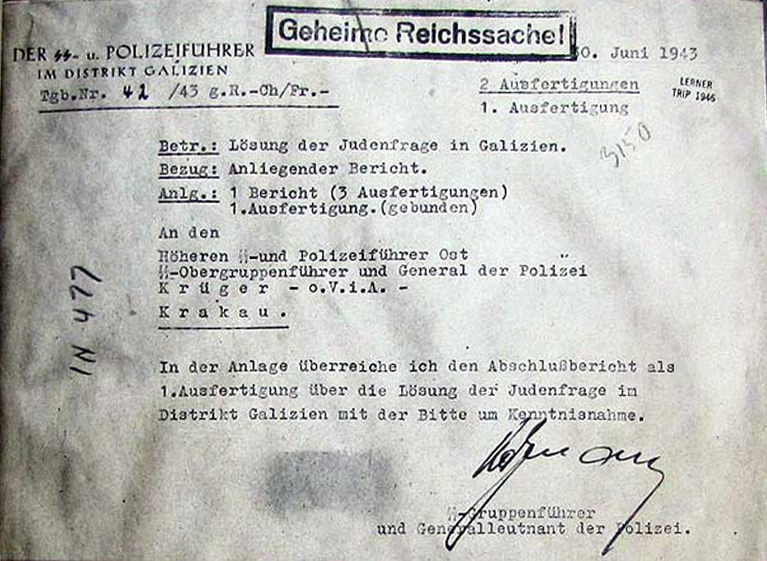
Pierwsza strona oryginału raportu Katzmanna

Fritz Katzmann (ur. 6 maja 1906 w Langendreer, zm. 19 września 1957 w Darmstadt) – niemiecki zbrodniarz wojenny, SS-Gruppenführer i generał-porucznik Waffen-SS i policji niemieckiej, Dowódca SS i Policji w Dystrykcie Radomskim i w Dystrykcie Galicja.

## Kariera w NSDAP
Członek NSDAP od 1928 (numer legitymacji partyjnej 98 528) i SS od 1930 (numer w SS 3 065). Przed inwazją na Polskę w 1939 roku był najwyższym przedstawicielem SS przy dowództwie 14 Armii. W 1939 brał udział w organizowaniu Selbstschutzu w Polsce. Dowodził Okręgiem I Południowym Selbstchutzu z siedzibą we Wrocławiu. Od listopada 1939 do sierpnia 1941 Dowódca SS i Policji (niem.SS- und Polizeiführer, SSPF) na dystrykt radomski w Generalnym Gubernatorstwie. Następnie Katzmann, po ataku III Rzeszy na ZSRR, od początku 1942 do jesieni 1943 pełnił we Lwowie funkcję Dowódcy SS i Policji (SSPF) w Dystrykcie Galicja, gdzie kierował masową eksterminacją miejscowych Żydów. W okresie jego służby ogromna większość galicyjskich Żydów została wymordowana przez Niemców poprzez masowe rozstrzeliwania oraz deportacje do obozów zagłady i obozów koncentracyjnych. Latem 1943 roku przeniesiony na stanowisko wyższego dowódcy SS i policji na Pomorzu. W 1944 został Wyższym Dowódcą SS i Policji w XX Nadokręgu SS „Wisła” (XX SS-Oberabschnitt „Weichsel”), z siedzibą dowództwa w Gdańsku.

## Raport Katzmanna
Autor Raportu Katzmanna – oficjalnego raportu o oryginalnej nazwie „Rozwiązanie kwestii żydowskiej w dystrykcie Galicja”. Raport ten wzorowany na Raporcie Stroopa, dokumentuje eksterminację ludności żydowskiej z dystryktu Galicja. Zamordowano tam w ramach tzw. Operacji Reinhardt 434 329 Żydów.

## Po wojnie
Po wojnie Katzmann ukrył się na wyspie Fehmarn pod nazwiskiem Bruno Albrecht. Planowaną ucieczkę do Argentyny uniemożliwiła ciężka choroba. W 1953 wyjawił swoje nazwisko pielęgniarce, która zdradziła tę tajemnicę dopiero po jego śmierci. Pracował w zakładach obróbki drewna, ostatnie dwa lata swojego życia spędził z rodziną w Darmstadt.